# Lettere solari e lunari

Le lettere lunari sono segnate in nero, le lettere solari sono segnate in rosso.

Nella lingua araba ed in quella maltese si distinguono due gruppi entro cui vengono suddivise le lettere del relativo alfabeto: le lettere solari e le lettere lunari. Esse si differenziano in base al diverso comportamento che assumono in presenza dell'articolo determinativo ﺍﻝ: le prime realizzano un fenomeno di assimilazione regressiva con la lām che le precede, le seconde no.
La lettera lām dell'articolo arabo al rimane scritta davanti a tutte le lettere dell'alfabeto arabo ma la sua pronuncia è regolare solo davanti a 14 lettere dette lunari. Per le altre 14 lettere, dette solari, la lām non si pronuncia e si raddoppia il suono della consonante iniziale su cui si inserisce normalmente il simbolo shadda.
I due comportamenti diversi possono essere descritti con due esempi chiarificatori:
- ﺷﻤﺲ (shams, sole) diventa ﺍﻟﺸﻤﺲ (as-shams, il sole), che si pronuncia [aʃʃams];
- ﻗﻤﺮ (qamar, luna) diventa ﺍﻟﻘﻤﺮ (al-qamar, la luna), che si pronuncia [alqamar].

Di conseguenza tutte le lettere che si comportano come šīn nella parola sole (shams) sono dette solari, quelle che assumono un comportamento come la qāf in luna (qamar) sono dette lunari.
Poiché graficamente le diverse pronunce relative ai due gruppi di lettere dell'articolo al non si distinguono, solitamente sopra la lettera solare viene posta una shadda ad indicare la geminazione consonantica della lettera. 
I due gruppi di lettere sono ciascuno composto da 14 lettere:
- le lettere solari sono: ‎ﻥ, ‎ﻝ, ‎ﻅ, ‎ﻁ, ‎ﺽ, ‎ﺹ, ‎ﺵ, ‎ﺱ, ‎ﺯ, ‎ﺭ, ‎ﺫ, ‎ﺩ, ‎ﺙ e ‎ﺕ;
- le lettere lunari sono: ‎ﻱ, ‎ﻭ, ‎ﻩ, ‎ﻡ, ‎ﻙ, ‎ﻕ, ‎ﻑ, ‎ﻍ, ‎ﻉ, ‎خ, ‎ﺡ, ‎ﺝ, ‎ﺏ e ‎ﺍ.

Le lettere solari hanno tutte in comune il fatto di essere delle dentali, alveolari o postalveolari. Fa eccezione a questa regola la lettera ǧīm che, pur essendo tra le lettere lunari, viene spesso pronunciata come una postalveolare in molte varietà dell'arabo. Tuttavia nell'arabo classico essa era una consonante velare, per cui segue questa classificazione.